# Granlund
Granlund är en bebyggelse öster om Tibble i Rasbokils socken i Uppsala kommun, Uppsala län belägen cirka 8 km öster om Vattholma. Vid SCB:s avgränsning 2023 utbröts detta område ur småorten Tibble.